# NCQ
NCQ (англ. Native Command Queuing — аппаратная установка очерёдности команд) — технология, использующаяся в SATA-устройствах начиная с SATA/300 для повышения быстродействия. Устройства с поддержкой NCQ способны принимать несколько запросов одновременно и реорганизовывать порядок их выполнения для достижения максимальной эффективности (производительности) с учётом внутренней архитектуры устройства (минимизируя количество перемещений головок и ожидание нужного сектора на треке). NCQ повышает производительность задач, связанных с произвольным чтением, обработкой данных от двух и более источников, одновременную работу нескольких программ. (Типичная нагрузка для сервера — одновременное выполнение запросов от нескольких клиентов).
Абсолютно аналогичная возможность в SCSI называется tagged queue и имелась там по крайней мере с начала 1990-х годов, будучи одним из двух главных преимуществ SCSI перед IDE.
Для использования преимуществ NCQ требуются:
- Жесткий диск с поддержкой NCQ (все произведенные в последние годы[когда?])
- Более совершенный контроллер, чем старый PC/AT-совместимый — AHCI, или же проприетарный — Promise, HighPoint, Silicon Image.
- Драйвер к этому контроллеру

NCQ является второй попыткой добавить очередь команд в ATA-устройства. Предыдущая попытка, TCQ (англ. Tagged Command Queueing), оказалась неудачной (в отличие от SCSI TCQ).